# Nova Santa Bárbara
Nova Santa Bárbara è un comune del Brasile nello Stato del Paraná, parte della mesoregione del Norte Pioneiro Paranaense e della microregione di Assaí.